# 古瀬間町
古瀬間町（こせまちょう）は、愛知県豊田市の町名。地名。
現行行政地名として28の字が存在する。住居表示は行われていない。

## 地理

### 河川
- 巴川

### 字（小字）
- 安貝津（あがいと）
- 足場先（あしばさき）
- 窟谷（いわや）
- 追手（おいで）
- 大是（おおごれ）
- 大日影（おおひかげ）
- 唐沢（からざわ）
- 小田（こだ）
- 坂能瀬（さかのせ）
- 十方ケ峰（じっぽうがね）
- 鈴御堂（すずみどう）
- 千浦（せんぼ）
- 高瀬（たかせ）
- 高落（たこち）
- 多和（たわ）
- 砥石（といし）
- 鳥ケ峯（とりがね）
- 中切（なかぎり）
- 中峯（なかね）
- 西貝津（にしのかいと）
- 配添（はいぞれ）
- 藤塊（ふじくれ）
- 古宿（ふるやど）
- 平六（へいろく）
- 本郷（ほんごう）
- 持田添（もたぞれ）
- 森下（もりした）
- 山ノ神（やまのかみ）

## 世帯数と人口

### 人口の変遷
国勢調査による人口および世帯数の推移。
| 1995年（平成7年）  | 493世帯 1914人 |  |
| 2000年（平成12年） | 499世帯 1779人 |  |
| 2005年（平成17年） | 530世帯 1732人 |  |
| 2010年（平成22年） | 519世帯 1650人 |  |
| 2015年（平成27年） | 538世帯 1625人 |  |
| 2020年（令和2年）  | 529世帯 1603人 |  |

## 学区
市立小・中学校に通う場合、学区は以下の通りとなる。
| 丁目・字         | 番地 | 小学校               | 中学校             |
| ---------------- | ---- | -------------------- | ------------------ |
| 古瀬間町（全域） | 全域 | 豊田市立古瀬間小学校 | 豊田市立益富中学校 |

## 交通
- 東海環状自動車道
- 愛知県道487号松平志賀中金線

## 施設
- 豊田市古瀬間墓地
- 豊田市古瀬間聖苑
- 豊田霊堂
- 白山社
- 龍田院
- 古瀬間団地西ちびっこ広場
- 古瀬間団地公園
- 古瀬間団地北ちびっこ広場
- 古瀬間団地東ちびっこ広場
- 古瀬間運動広場
- 古瀬間ダム
- 古瀬間御嶽山

### WEB
1. ↑  “愛知県豊田市の町丁・字一覧”.   人口統計ラボ. 2024年2月26日閲覧。
2. 1 2  総務省統計局 (2022年2月10日). “令和2年国勢調査の調査結果(e-Stat) - 男女別人口，外国人人口及び世帯数－町丁・字等” (CSV). 2023年8月2日閲覧。
3. ↑  “愛知県豊田市の郵便番号一覧”.   日本郵便. 2024年2月29日閲覧。
4. ↑  “市外局番の一覧” (PDF).   総務省 (2022年3月1日). 2022年3月22日閲覧。
5. ↑  “ナンバープレートについて”.   一般社団法人愛知県自動車会議所. 2024年1月21日閲覧。
6. ↑  “その他（住民票に関すること）　　よくある質問”.   豊田市. 2025年5月28日閲覧。
7. ↑  総務省統計局 (2014年3月28日). “平成7年国勢調査の調査結果(e-Stat) - 男女別人口及び世帯数 －町丁・字等” (CSV). 2021年7月20日閲覧。
8. ↑  総務省統計局 (2014年5月30日). “平成12年国勢調査の調査結果(e-Stat) - 男女別人口及び世帯数 －町丁・字等” (CSV). 2021年7月20日閲覧。
9. ↑  総務省統計局 (2014年6月27日). “平成17年国勢調査の調査結果(e-Stat) - 男女別人口及び世帯数 －町丁・字等” (CSV). 2021年7月21日閲覧。
10. ↑  総務省統計局 (2012年1月20日). “平成22年国勢調査の調査結果(e-Stat) - 男女別人口及び世帯数 －町丁・字等” (CSV). 2021年7月21日閲覧。
11. ↑  総務省統計局 (2017年1月27日). “平成27年国勢調査の調査結果(e-Stat) - 男女別人口及び世帯数 －町丁・字等” (CSV). 2021年7月21日閲覧。
12. ↑  “町名別小中学校区”.   豊田市. 2025年5月13日閲覧。